# Охридска књижевна школа
Охридска книжевна школа је најстарија средњовековна књижевна школа међу Јужним Словенима на ширем подручју историјске области Македоније. Настала је 886. године захваљујући Клименту Охридском, а од 893 године, придружио му се и Наум Охридски.

## Историјат
Остаци ове школе нису сачувани, али се налазе у Охриду на локалитету Имарет. Одлика школе је у очувању вербалне традиције. Охридска школа ћирилицом настала је тек после 12. века. Обележје ове школе сачувано је захваљујући Ћирилу и Методију традиционалне глагољице. У охридској школи ћирилица је почела да се примењује у другом делу 12. века.
У оквиру ове школе, наставно особље било је упућено на наставу, проповедање и административне активности у западним областима Македоније, део у коме се сада налази Албанија и у другим деловима средњовековне Бугарске.
Најстарији сачувани рукописи су и вербални рукописи, међу којима су Асеманово Јеванђеље. Познати рукописи на ћирилоци су: Добромирово јеванђеље триода Битола и Охрид апостола Болоњски псалтир.

## Развој
После смрти Светог Климента и Светог Наума књижевна школа наставила са радом за своје ученике. Они су се углавном бавили копирањем дела светих учитеља. Многи од ученика, поред поштовања великих дела који су била резултат њиховог рада, остали су анонимни и непознати. 
Ово је експлицитно наведено од стране анонимног биографа Светог Наума, који је записао редове бискупа Марка Девола. Писао је биографије светаца из Охрида и едукатора. 
На годишњицу смрти Светог Климента, још један анонимни аутор прикупио је службене записе, што је редак примерак споменика јужнословенске литературе из тог раног периода.

## Период након смрти Светог Климента
Међу директним следбеницима Светог Климента и Светог Наума био је је јереј Константин који је касније постао епископ Преславски. Био је познат по својим радовима „Основна молитва“ и „Проглас Јеванђеља“. 
Међу његовим познатим радовима били су: „Поучно Јеванђеље“; превод „Четири речи против Арија“ од Светог Атанасија и Светог Кирил Јерусалимског и многих других.
Црноризац Храбар, чије је право име није било познато, наставио је рад Светог Климента и Светог Наума. Његови радови обухватају: „О писмености“ који представља извињење словенској писмености и стаје у одбрану словенске азбуке и заштиту културне и уметничке баштине Словена.
Старословенски језик био је главни језик у Охридској књижевној школи. Међу лингвистима постоје разне теорије о његовом пореклу. Према неким претпоставкама, развио се из словенских говора у јужним деловима историјске облсти Македоније.

## Настанак писма
Настанак Охридске школе уско је поовезан са појавом првог словенског писма - глагољице. 
Настало је приликом превођења свете књиге и других књижевних радова на језик који су људи разумели. 
Пре стварања словенских писама, глагољице и ћирилице, Словени су према близини Грчке или Италије користили страна писма, грчко и латинско писмо. 
Ова два писма користила су се све до појаве глагољице која је на јужнословенским просторима дошла са појавом Ћирила и Методија. Настанак словенског писма забележен је у делима која је створио монах Црноризац Храбар.
Рукописи из Охридске школе и школе у Кратову се подударају по правопису и специфичном језику. Представљају јужнословенску ризницу црквенословенског језика.